# Discografia de Ailee
Esta é a discografia da cantora sul-coreana Ailee. Ela tem atualmente lançados dois mini-álbuns. Também tem participado em canções de diversos artistas coreanos. Sua canção de estreia foi "Heaven", lançada em 2012.

## Álbuns

### EPs
| Invitation                                                                                   | - Lançamento: 16 de outubro de 2012 - Gravadora: YMC Entertainment - Distribuidora: LOEN Entertainment - Formatos: CD, download digital | 10 | - KOR: 10.060+ |
| A's Doll House                                                                               | - Lançamento: 12 de julho de 2013 - Gravadora: YMC Entertainment - Distribuidora: Neowiz Internet - Formatos: CD, download digital      | —  | - KOR:         |
| "—" indica lançamentos que não figuraram nas paradas ou que não foram lançados nessa região. | |    |                |

## Singles
| Ano                                                                                          | Título                       | Melhores posições | Melhores posições | Vendas                 | Álbum                                                           |
| Ano                                                                                          | Título                       | KOR Gaon          | KOR Billboard     | Vendas                 | Álbum                                                           |
| -------------------------------------------------------------------------------------------- | ---------------------------- | ----------------- | ----------------- | ---------------------- | --------------------------------------------------------------- |
| 2012                                                                                         | "Heaven"                     | 3                 | 3                 | - KOR (DL): 3.227.917+ | Invitation                                                      |
| 2012                                                                                         | "I'll Show You"              | 3                 | 2                 | - KOR (DL): 2.269.485+ | Invitation                                                      |
| 2012                                                                                         | "Evening Sky"                | 21                | 40                | - KOR (DL): 580.310+   | Invitation                                                      |
| 2012                                                                                         | "My Grown Up Christmas List" | 20                | 67                | - KOR (DL): 180.977+   | Hitman Project #1 : A Tribute To The Hitman, David Foster Album |
| 2013                                                                                         | "Ice Flower"                 | 8                 | 11                | - KOR (DL): 739.126+   | Queen of Ambition OST Parte 2                                   |
| 2013                                                                                         | "U&I"                        |                   |                   |                        | A's Doll House                                                  |
| "—" indica lançamentos que não figuraram nas paradas ou que não foram lançados nessa região. |                              |                   |                   |                        |                                                                 |

### Participações em singles
| Ano                                                                                          | Canção                               | Melhores posições | Álbum                    |
| Ano                                                                                          | Canção                               | KOR               | Álbum                    |
| -------------------------------------------------------------------------------------------- | ------------------------------------ | ----------------- | ------------------------ |
| 2011                                                                                         | "The Guys Are Coming" (com Wheesung) | —                 | He is Coming             |
| 2011                                                                                         | "Racing Queen" (com Mighty Mouth)    | 81                | Racing Queen 2 OST       |
| 2012                                                                                         | "Love Again" (com 2BiC)              | 19                | Hu+Man                   |
| 2012                                                                                         | "I Forgot You" (com Joosuc)          | 56                | 5 Point 5                |
| 2012                                                                                         | "Highlight" (com Eru)                | —                 | Feel Brand New Part 2    |
| 2013                                                                                         | "Shower of Tears" (com Baechigi)     | 1                 | BaeChiGi - Vol. 4 Part.2 |
| 2013                                                                                         | "If it Ain't Love" (com Verbal Jint) | 7                 | If it Ain't Love         |
| 2013                                                                                         | "Wash Away" (com Geeks)              | 4                 | Backpack                 |
| "—" indica lançamentos que não figuraram nas paradas ou que não foram lançados nessa região. |                                      |                   |                          |

## Outras canções
| Ano                                                                                          | Título | Melhores posições | Álbum |
| Ano                                                                                          | Título | KOR               | Álbum |
| -------------------------------------------------------------------------------------------- | ------ | ----------------- | ----- |
| 2012                                                                                         |        |                   |       |
| "Into The Storm"                                                                             | 49     | Invitation        |       |
| "My Love"                                                                                    | 80     | Invitation        |       |
| "Shut Up"                                                                                    | 87     | Invitation        |       |
| "—" indica lançamentos que não figuraram nas paradas ou que não foram lançados nessa região. |        |                   |       |

## Videoclipes
| Ano  | Videoclipe                   | Notas                                                    |
| ---- | ---------------------------- | -------------------------------------------------------- |
| 2012 | "Heaven"                     | Canção de estreia. Participação de Lee Gi-kwang do Beast |
| 2012 | "I'll Show You"              | Participação de G.O do MBLAQ                             |
| 2012 | "Evening Sky"                |                                                          |
| 2012 | "Love Note"                  | Full House Take 2 OST                                    |
| 2012 | "My Grown Up Christmas List" |                                                          |
| 2013 | "Ice Flower"                 | Queen of Ambition OST                                    |
| 2013 | "U&I"                        |                                                          |